# توکای بزرگ
توکای بزرگ، توکای بزرگ اوراسیایی یا توکای دارواش (نام علمی: Turdus viscivorus) نام یک گونه از تیره توکایان است. نام انگلیسی این گونه (Mistle) به نام انگلیسی دارواش (Mistletoe) و نام لاتین این گونه به خوردن آن از میوهٔ سردهٔ دارواش (Viscum) اشاره دارد.